# Передчуття любові
«Передчуття любові» (рос. «Предчувствие любви») — радянський художній фільм 1982 року режисера Тофіка Шахвердієва.

## Сюжет
Сергій, молодий винахідник, мріє знайти єдину, найкрасивішу і неповторну жінку. Приходить час і він починає розуміти, що та, яку він шукає, існує сама по собі і незалежно від його бажань. І тоді скромна, далеко не красуня, але чарівна Оленка стає об'єктом його уваги і любові…

## У ролях
- Олександр Абдулов —  Сергій Аркадійович Вишняков
- Ірина Алфьорова —  Олена (дівчина-бачення)
- Михайло Глузський —  начальник відділу Крюков Іван Євгенович
- Роман Меркулов —  хлопчик
- Володимир Басов —  екскаваторник дядько Вася
- Тетяна Кравченко —  Ольга
- Ігор Ясулович —  Давидюк (винахідник приладу для одиноких)
- Михайло Свєтін —  хімік Нікандров
- Георгій Строков —  фотограф
- Лідія Смирнова —  Марія Георгіївна
- Георгій Георгіу —  начальник
- Олександр Карін —  Альберт (наречений Ольги)
- Наталія Крачковська —  мати Ольги
- Віталій Леонов —  відвідувач культурного пивбару «Брати по розуму»
- Гія Перадзе —  батько Альберта
- Володимир Ухін —  телеведучий Володимир Іванович
- Семен Фарада —  батько Ольги
- Віктор Філіппов —  відвідувач культурного пивбару «Брати по розуму»
- Мамука Херхеулідзе —  інспектор ДАІ
- Юрій Чернов —  товариш по службі Сергія Вишнякова
- Елла Ярошевська —  секретарка

## Знімальна група
- Режисер: Тофік Шахвердієв
- Автори сценарію: Валерій Зеленський, Тофік Шахвердієв
- Оператор: Григорій Бєленький
- Композитор: Мікаел Тарівердієв
- Текст пісень: Микола Добронравов
- Виконання пісень: вокальне тріо «Меридіан» (Надія Лукашевич, Володимир Сітанов і Микола Сметанін)
- Художники-постановники: Наталія Мєшкова, Володимир Коровін
- Звукорежисер: Альберт Авраменко
- Монтаж: Надія Веселовська